# Albert Bogen
Albert Bogen-Bógathy (Kikinda, 31 ottobre 1882 – Budapest, 14 luglio 1961) è stato uno schermidore austriaco naturalizzato ungherese, vincitore di una medaglia d'argento nella scherma ai giochi olimpici.
Era il padre di Erna Bogen-Bogáti, il suocero di Aladár Gerevich e il nonno di Pál Gerevich.